# 유티역

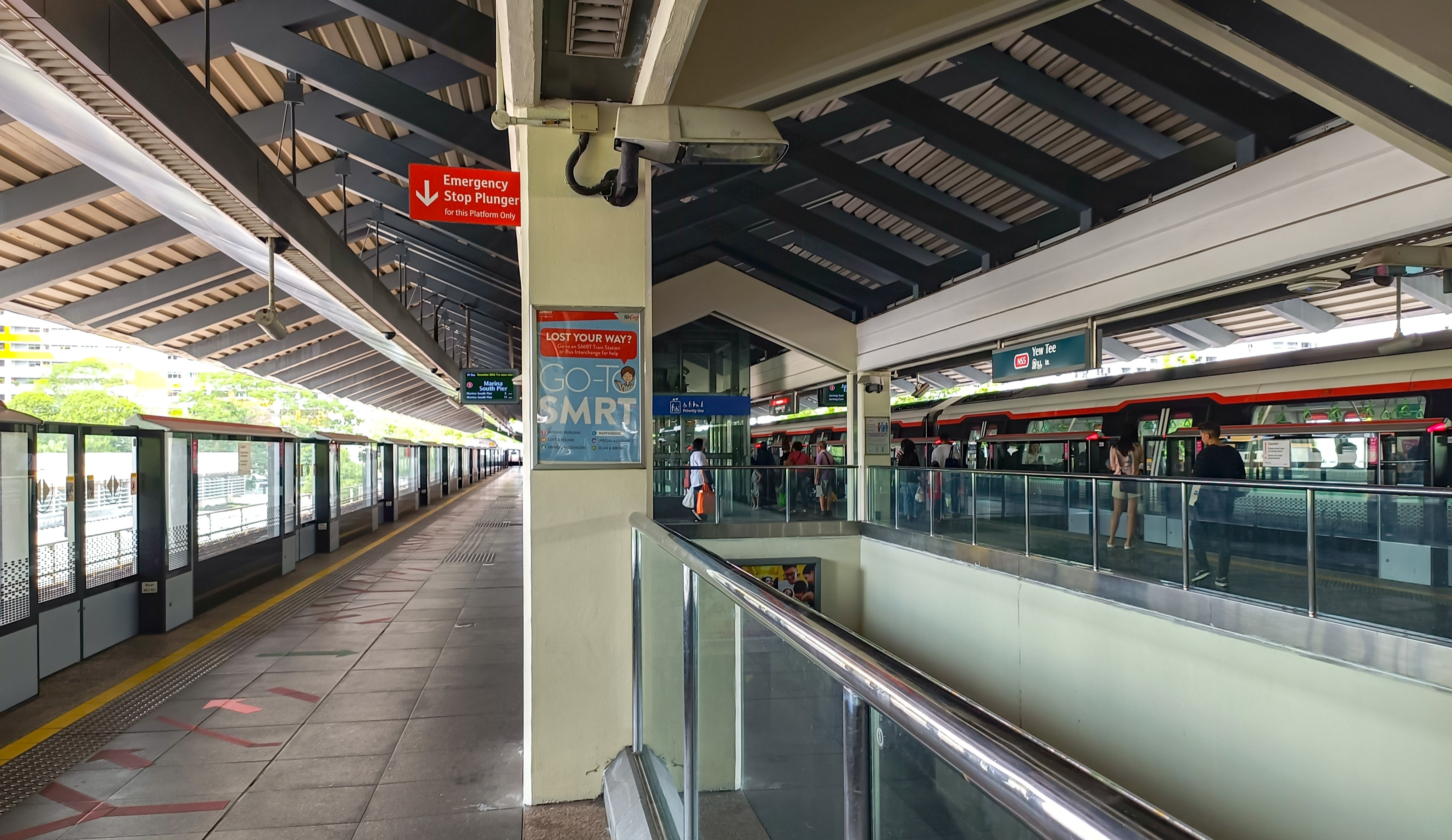

유티역(Yew Tee MRT station)은 초아추캉노스 6(Choa Chu Kang North 6)과 초아추캉스트리트 62(Choa Chu Kang Street 62) 교차점 근처의 초아추캉드라이브(Choa Chu Kang Drive)에 위치한 싱가포르의 노스사우스선에 있는 지상 MRT(Mass Rapid Transit) 역이다. 유티역의 이름은 한때 이 지역에 있던 말소된 마을의 이름을 따서 명명되었다.
이 역은 주로 초아추캉 뉴타운(Choa Chu Kang New Town)의 5~7번 지역과 숭게이 카두트(Sungei Kadut) 산업 단지에 서비스를 제공한다.